# 飯塚 (さいたま市)
飯塚（いいづか）は、埼玉県さいたま市岩槻区の大字。郵便番号は339-0031。

## 地理
さいたま市岩槻区東部の、大宮台地（岩槻支台）の舌状台地上や谷戸が入り組む地域に位置している。東の境界を元荒川が流れ、地区内を黒谷川や飯塚排水路などが流れる。地区の東側で大字大野島や大字大谷に、南側で大字大戸や大字末田に、西側で大字南下新井や城南に、北側で府内や大字村国に隣接する。大字村国の中に飯塚の飛地が2つ存在し、そのうち1つは岩槻文化公園内にある。また、埼玉県道48号線沿いに大字村国の四角形の飛地が4つ存在する。
地内の全域が市街化調整区域である。地区の北部や西部の台地上は住宅地と農地（畑）が混在する地域で、地区の東部や南部の沖積平野は県道沿いに民家や施設も見られるが、主に水田地帯である。

## 歴史
もとは江戸期より存在した武蔵国埼玉郡岩槻領に属する飯塚村、古くは南北朝期より見出せる飯塚であった。
- 初めは岩槻藩領、1756年（宝暦6年）より幕府領となる[5]。なお、検地は1628年（寛永5年）に実施[6]。
- 幕末の時点では埼玉郡に属し、明治初年の『旧高旧領取調帳』の記載によると、幕府領（代官・大竹左馬太郎支配所[7]。
- 1868年（慶応4年）6月19日 - 幕府領が武蔵知県事・山田政則（忍藩士）の管轄となる。
- 1869年（明治2年） 
  - 1月13日 - 武蔵知県事・宮原忠英の管轄区域に大宮県を設置。県庁は東京府馬喰町に置かれる。
  - 9月29日 - 県庁が浦和に置かれ浦和県に改称。
- 1871年（明治4年）11月13日 - 第1次府県統合により埼玉県の管轄となる。
- 1879年（明治12年）3月17日 - 郡区町村編制法により成立した南埼玉郡に属す。郡役所は岩槻町に設置。
- 1889年（明治22年）4月1日 - 町村制施行により、飯塚村・黒谷村・笹久保村・木曽良村・村国村・南下新井村・笹久保新田が合併し、和土村が成立。和戸村の大字飯塚となる。
- 1954年（昭和29年）
  - 5月3日 - 岩槻町・新和村・川通村・柏崎村・河合村・慈恩寺村・和土村が合併し、岩槻町が成立[8][9]。同町の大字となる。
  - 7月1日 - 岩槻町が市制を施行し、岩槻市となる[9]。同市の大字となる[10]。
- 2005年（平成17年）4月1日 – 岩槻市がさいたま市に編入合併され、さいたま市岩槻区の大字となる。

## 世帯数と人口
2020年（令和2年）1月1日時点の世帯数と人口は、以下のとおりである。
| 大字     | 世帯数  | 人口   |
| -------- | ------- | ------ |
| 大字飯塚 | 691世帯 | 1563人 |

## 小・中学校の学区
市立小・中学校に通う場合、学区（校区）は以下のとおりとなる。
| 大字     | 区域                  | 小学校                 | 中学校                 |
| -------- | --------------------- | ---------------------- | ---------------------- |
| 大字飯塚 | 1 - 1011、1170 - 1512 | さいたま市立和土小学校 | さいたま市立城南中学校 |
| 大字飯塚 | 1012 - 1166、1513以降 | さいたま市立城南小学校 | さいたま市立柏陽中学校 |

## 交通
地内に鉄道は敷設されていない。岩槻駅方面への路線バスが運行されている。

### 道路
- 埼玉県道48号越谷岩槻線

## 施設
- 岩槻ひまわり幼稚園
- 東武保育園
- 飯塚神社
- 臨済宗法華寺
- 大野島水管橋 - 元荒川に架かる水管橋であるが、歩道が併設されており、水道道路併用橋でもある。

### 過去の施設
- 東武医学技術専門学校 - 大字飯塚50番地（岩槻ひまわり幼稚園の向かい）に所在した。